# Туркули
Туркули (пол. Turkuł) — боярський, шляхетський, дворянський рід гербу Остоя.

Герб Остоя

Рід походить від молдавського боярина, етнічного русина з Буковини Василя Туркула, який отримав польський шляхетський титул на сеймі 1676 року. Рід Туркулів було внесено у Дворянські родовідні книги Волинської, Київської та Подільської губерній, а також дворянські книги Королівства Польського (1815—1916).

Герб Туркулів

У 1685—1699 роках Староста Чернівецького староства (тимчасово анексована у Османської імперії територія Чернівецької та Хотинської земель) Речі Посполитої.
З 1700 року — агент графа Головкіна у Польщі та Молдавії.
У 1709 році разом з братами Танськіми брав участь у Чернівецькому рейді у складі російської армії, в результаті якого було знищено залишки, відступаючих після Полтавської битви, шведських військ Карла XII та козаків Івана Мазепи. Основну мету операції — взяти в полон Івана Мазепу та Карла ХІІ, які повинні були прориватись з Молдавії у Прусію через Буковину — реалізувати не вдалося.

## Персоналії
- Туркул Костянтин Васильович — польський шляхтич, офіцер польської кавалерії.
- Туркул Гнат Лаврентійович (1798—1856) — міністр, статс-секретар Царства Польського, член Державної Ради Російської імперії.
- Туркул Антон Васильович (1892—1957) — російський офіцер, генерал-майор.